# Thornloe
Thornloe är en ort i Kanada.   Den ligger i provinsen Ontario, i den sydöstra delen av landet, 400 km nordväst om huvudstaden Ottawa. Thornloe ligger 234 meter över havet och antalet invånare är 123.
Terrängen runt Thornloe är platt. Närmaste större samhälle är Temiskaming Shores, 19,4 km söder om Thornloe.
Omgivningarna runt Thornloe är en mosaik av jordbruksmark och naturlig växtlighet. Runt Thornloe är det mycket glesbefolkat, med 5 invånare per kvadratkilometer.